# Çewlîk
Çewlîk (en turc: Bingöl, en zazaqui: Çolig, en armeni: Chabakhchour; Bingöl vol dir "Mil Llacs") és una ciutat del Kurdistan del Nord, capital de la província de Çewlîk i del districte del mateix nom a la Regió d'Anatòlia Oriental. Fins al 1950 es va dir Çabakcur o Capakcur, que vol dir "Aigua turbulenta" en armeni. Està situada a la rodalia de les muntanyes Bingöl Dagh amb glaceres i llacs, dels que deriva el seu nom en turc. La seva població al cens del 2000 era de 68.876 habitants. La majoria dels habitants són zazes.
Va patir un terratrèmol l'1 de maig de 2003 en què van morir unes cent persones.